# Arrendenämnden
Arrendenämnden har till uppgift att
1. medla i arrendetvist,
2. pröva tvist om förlängning av arrendeavtal vid jordbruksarrende, bostadsarrende eller fiskearrende eller om villkor för sådan förlängning samt tvist i fråga som avses i 9 kap. 14 § jordabalken eller vars prövning enligt 9 kap. 12 b, 17 a, 18, 21, 21 a, 31 eller 31 b §, 10 kap. 6 a § eller 11 kap. 6 b § samma balk ankommer på arrendenämnd,
3. pröva fråga om godkännande av förbehåll eller annat avtalsvillkor som avses i 9 kap. 2, 3, 7 eller 17 §, 10 kap. 2- 4 eller 7 § eller 11 kap. 2 § jordabalken eller 3-6 § lagen (1957:390) om fiskearrenden,
4. vara skiljenämnd i arrendetvist,
5. pröva frågor om arrendatorers rätt att förvärva arrendestället.

Det finns åtta arrendenämnder i landet som ansvarar för var sitt geografiskt område: Stockholm, Västerås, Linköping, Jönköping, Malmö, Göteborg, Sundsvall och Umeå.